# Хартри-Фокова метода
Хартри-Фокова метода или метод самоусаглашеног поља (енгл. SCF self-consistent field method) је варијациона метода којом се тражи минимум енергије побољшавањем таласних функција. Хартри-Фоковом методом се долази до Хартри-Фокових једначина.

## Примена
Хартри-Фокова метода је приближна метода и као таква се користи за решавање проблема који се не могу решити егзактно или код којих је такво решавање превише сложено. За већину проблема које се решавају Хартри-Фоковом методом данас се користе рачунари.
Ова метода се примењује у многим областима. Најшире примењена је компјутерска техника у атомској и молекулској физици. Помоћу ње се приближно рачунају ефекти укупне међусобне електронске интеракције и егзактно се рачуна интеракција између електрона и језгара. Паулијев принцип се урачунава преко Слејтерових детерминанти, а једини ефекат који се не урачунава када се молекули посматрају у нерелативистичком смислу, је корелациона енергија, тенденција међусобног избегавања електрона.

## Молекулске орбитале самоусаглашеног поља
За добијање орбитала двоатомског молекула у првој апроксимацији се комбинују само орбитале истих главних и орбиталних квантних бројева. Међутим, за прецизније резултате код хомонуклеарних двоатомских молекула показало се да је потребно да се комбинују све орбитале код којих је магнетни квантни број m одржан, што се код МО своди на комбиновање свих орбитала са за које је λ једнако. За одређивање коефицијената доприноса одређених АО у једној таквој МО користи се варијациони принцип, а једна варијанта је коришћење Хартри-Фоковог метода.
Минимизација енергије да би се добили коефицијенти који ће одређивати допринос атомских орбитала у молекулској, назива се метод усаглашеног поља - линеарна комбинација атомских орбитала - молекулских орбитала (метод SCF-LCAO-MO). Један од једноставнијих начина примене овог метода који даје добре резултате је путем одабира минималног базисни скупа атомских функција које учествују у изградњи молекулске орбитале. Рансил је 1966. године за тај скуп одабрао унутрашње попуњене и валентне орбитале N атома. Проблем код коришћења овог метода јавља се због постојања конфигурација код којих су различити енергетски нивои блиских вредности енергија, што се назива проблемом интеракција конфигурација.